# Lasioglossum
Lasioglossum — рід перетинчастокрилих комах родини галіктид (Halictidae). Включає понад 1800 видів дрібних бджіл. Поширені на всіх континентах.

## Опис
Види дуже різноманітні за розміром, забарвленням і будовою тіла. Бджоли малих і середніх розмірів з довжиною тіла від 3,5 до 12 мм. Види Lasioglossum переважно мають чорне або чорно-коричневе тіло. Але є також види з металево-зеленим, синім або бронзовим тілом (особливо в Новому Світі). У багатьох видів черевце самця забарвлене в червоний колір. Самці значно стрункіші за самиць. У самиць на задніх лапах є збиральна кисть. У передньому крилі є три ліктьові комірки. Так само, як у видів Halictus, у самиць на кінці черевця є лиса поздовжня борозна, вкрита волоссям. На відміну від Halictus, види Lasioglossum не мають яскравих волосяних смуг на кінцях тергітів, але часто мають волосяні смужки біля основи сегментів. Крім того, у Lasioglossum редуковані жилки крил.

## Біологія
У межах роду Lasioglossum неофіційний ряд Lasioglossum складається в основному з одиночних видів, але є кілька протоевсоціальних у голарктичному підроді Lasioglossum , а також африканські та азіатські Ctenonomia з факультативним соціальним гніздуванням і певним розподілом праці. Клептопаразитизм є можливою стратегією в підроді Chilalictus. Серія Hemihalictus різноманітніша за поведінкою, її види утворюють однорічні, відкладені або багаторічні соціальні колонії з соціальним паразитизмом і клептопаразитизмом у північноамериканських і центральноафриканських видів підроду Dialictus.

## Підроди
Чарльз Д. Міченер у своєму монументальному творі «Бджоли світу».2007 неофіційно будує дві серії з дев'яти підродів кожна, які обидва виявляються монофілетичними:
Серія Lasioglossum
- Australictus (Австралазія)
- Callalictus (Австралазія)
- Chilalictus (Австралазія)
- Ctenonomia (Афротропіка, Азія)
- Eickwortia (Південна Неарктика)
- Glossalictus (Австралазія)
- Lasioglossum (Голарктика)
- Parasphecodes (Австралазія)
- Pseudochilalictus (Австралазія)

Серія Hemihalictus
- Acanthalictus (Сибір)
- Austrevylaeus (Австралазія)
- Dialictus (Голарктика, Афротропіка, Індомалая)
- Evylaeus (Голарктика, Афротропіка)
- Hemihalictus (Південна Неарктика)
- Paradialictus (Конго)
- Sellalictus (Конго, Південна Африка)
- Sphecodogastra (Неарктика)
- Sudila (Індомалая)

## Види
- Див. Список видів Lasioglossum